# Isaac Israel Hayes
Isaac Israel Hayes (Condado de Chester, 5 de março de 1832 - 17 de dezembro de 1851), foi um explorador do Ártico, médico e político americano.
Hayes nasceu no Condado de Chester na Pensilvânia. Depois de se formar em medicina na Universidade da Pensilvânia, se alistou como cirurgião em um navio na Segunda Expedição ao Ártico de Grinnell liderada por Elisha Kent Kane para procurar John Franklin. Sua exploração de 1854 na costa leste daIlha Ellesmere ao norte do Paralelo 79 N resultou em um novo e mais preciso mapa geográfico. 